# Площа Ринок (Тернопіль)
Пло́ща Ри́нок (пол. Rynek, нім. Ringplatz) — зникла центральна площа історичного Тернополя до 1944 року, центр ділового та торговельного життя міста. Зруйнована під час Другої світової війни, сьогодні повністю забудована, пам'ять про площу зберігається у назві вулиці Старий Ринок.

## Історія

### Ранній період

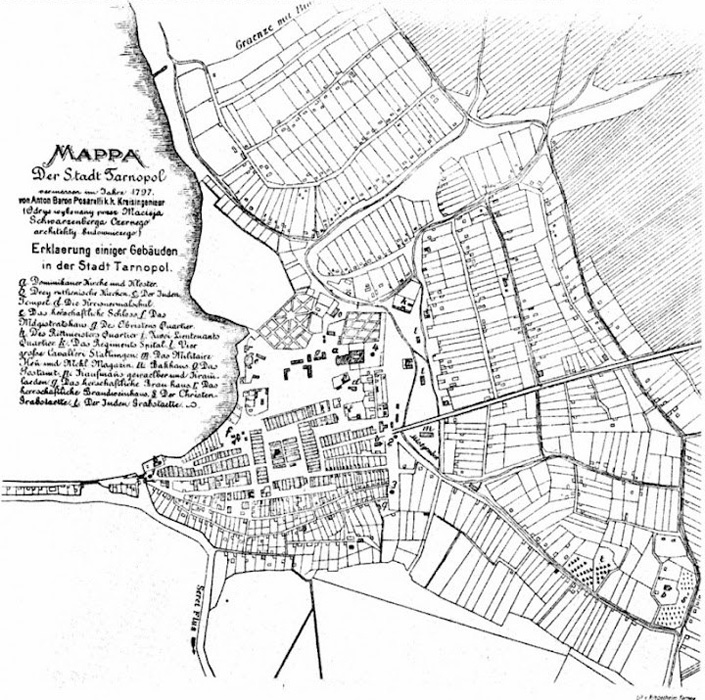
Ринок (в центрі) на першому плані Тернополя (1797)

Під час заснування магдебурзького міста було розплановано ринкову площу з розпарцельованими ділянками. Габарити площі Ринок – 120 на 150 метрів. З усіх чотирьох кутів площі відходили по дві взаємно перпендикулярні вулиці. Спочатку вулиця Львівська та вулиця Кам’янецька не виходили на ринкову площу, а ж згодом в австрійський період ці вулиці по черзі прорубали на Ринок.
Формувався Ринок ще в межах оборонних валів, неподалік замку. А з часом перетворився на сплетіння вуличок і провулків, де вирувала торгівля. Назви свідчили чим тут торгували і що виробляли. На Ринку були вулички Боднарська, Залізна, Шклярна, Сукняна, Крамова, потім з'явилися провулки Великий, Малий, Ламаний.
У південній частині Ринку, над ставом, стояв старий костел-фара (це старопольське слово означає «парафія»). Згодом його переробили у шпиталь. Згадка про храм залишалася тільки у назві вулиці Старофарна (сучасна вул. Над Ставом). До ринку прилягала ще одна, новіша фара — костел святого Івана Хрестителя, який не вцілів: ще незакінчений, він був зруйнований під час татарських набігів. Неподалік, над ставом, знаходилась найдавніша міська різня.
3 травня 1623 р. воєвода Томаш Замойскі заклав другий костел Різдва Пресвятої Діви Марії. Він стояв над ставом, на північному краю Ринку, неподалік від місця свого попередника. Між костелом і Надставною церквою розміщався перший в місті християнський цвинтар. Костел діяв до 1784 року.
У 1666 році власник міста ввів податок від крамниць (великих — 6 золотих, малих — 10 грошів). Крім того, для замку купці давали по лотові (12,8 г) шафрану й імбиру та три лоти перцю. Різницю ж давали по три «камені» лою.

### Австрійське правління
Ринок вважався центром міста в XVII ст. У центрі Ринку тривалий час стояла ратуша. Тут містився магістрат — міське самоуправління Тернополя. А навколо розбігалися торговельні ряди й крамниці з усякою всячиною. На Ринку були найстаріша аптека, корчма, громадська криниця з резервуваром для води на випадок пожежі.

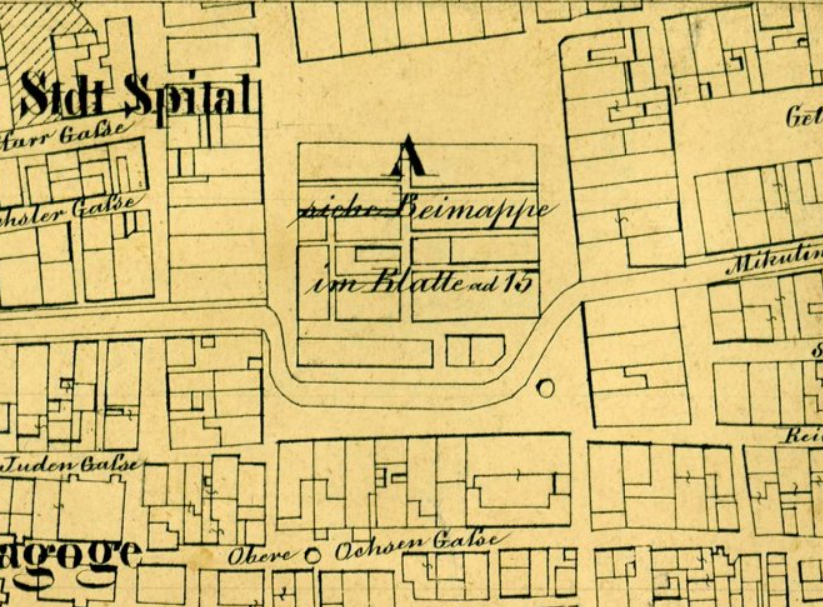
Ринок на кадастровій мапі (бл. 1862)

У 1813 р. Йозеф Перль звів біля Ринку власним коштом одноповерховий будинок. Згодом підвищив його до двох поверхів і добудував божницю («темпль»), що слугувала молитовним будинком для учнів, а потім і для всієї єврейської громади, зібрав велику бібліотеку, організував друкарню. Згодом на честь Перля назвали вулицю, що пролягала від Ринку до вул. Рейтана.
Вже у 1841 році в Тернополі були головні гуртовні меду, патоки та питного меду. Основними предметами торгівлі, що процвітала у місті, були віск, лій, шкіра, щетина, прядиво, пір'я та напої. Торгували тут також рибою, птицею, полотном та вапном. Пропонували свої вироби гончарі.
У 1865 році на Ринку сталася пожежа — згоріли 38 будинків.
У 1872 році тут з'явився павільйон із содовою водою, яку до того подавали тільки в аптеках. До Ринку прилягала торговиця (район сучасного майдану Волі). Славилася вона кінськими ярмарками святої Анни.
Наприкінці ХІХ ст. магістрат вже переїхав з Ринку до будинку на площі Собєського, теперішньому майдані Волі. А згодом переїхав на вул. Міцкевича (тепер бульв. Шевченка) — у будівлю старої пошти. Стара ж ратуша станом на 1935 — 1936 роки вже була у приватній власності.
30 липня 1917 року до міста прибув цісар Австрії Карл I. При в'їзді до міста, на Загребеллі, його зустрічав почесний ескорт — ескадрон пруської кавалерії. Тисячі тернополян вітали цісаря на Ринку.

### Ринок у міжвоєнний період
У південній частині ринку містилися склади найзаможніших купців — тут велася жвава торгівля. На старих поштівках видно тернопільські суконниці — склади для сукна і тканин. Згодом тут у передсіннях торгували різними галантерейними товарами.

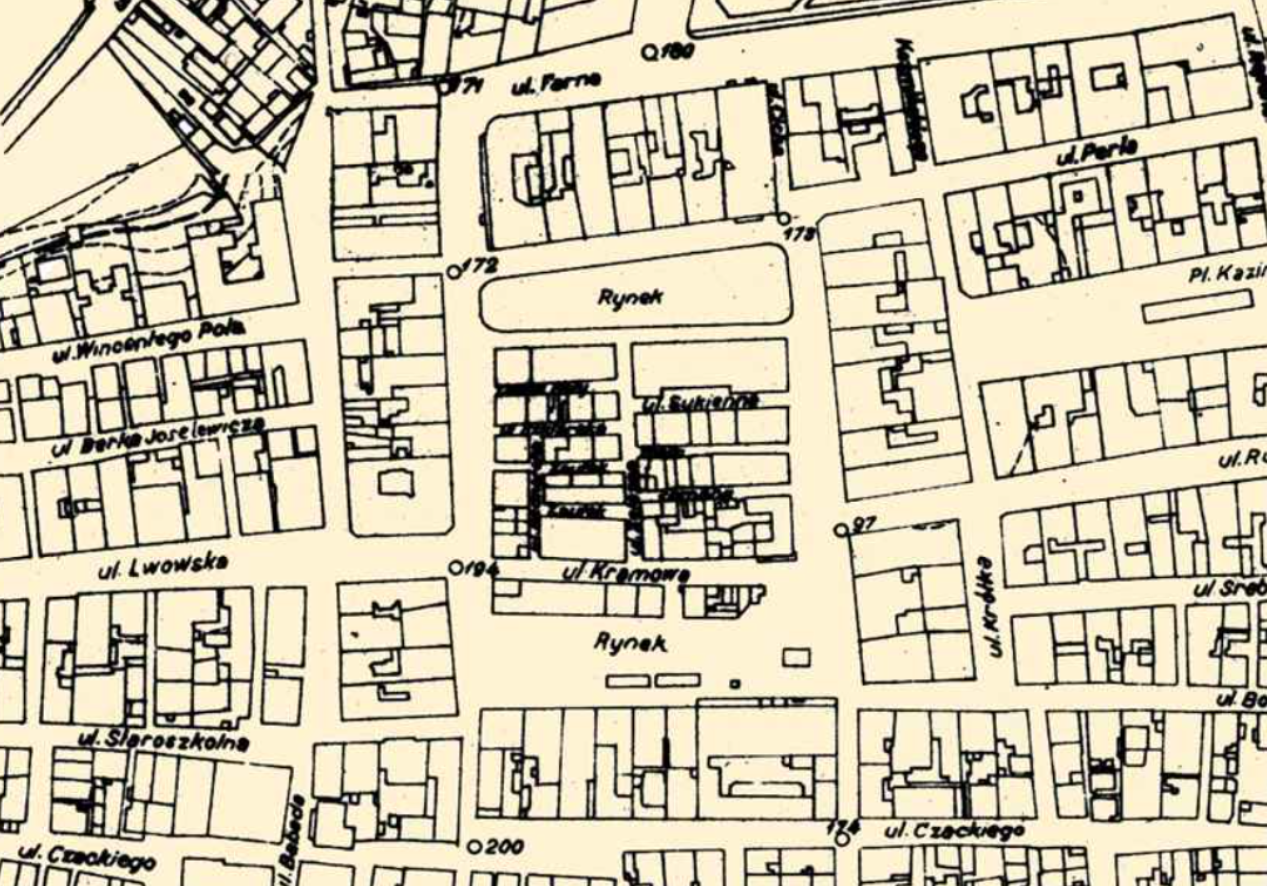
Ринок на плані міста (1938)

У північній частині переважно торгували м'ясом. У ятках, невеликих торгових кіосках з віконцями для продажу, можна було купити м'ясо, а в додаток безкоштовно отримати ще й кістки. Якість продукців строго контролював санітарний лікар від магістрату.
У північно-західній частині на довгих столах, що стояли у чотири ряди, продавали городину, овочі та молочні продукти. У ярмаркові дні, крім міщан і жителів навколишніх сіл, сюди прибували купці з усіх усюд.
Про східну частина Ринку на основі старих джерел можна сказати найменше. До неї примикала Казимирівська площа — теперішня вул. Січинського. На останній у довоєнні роки торгували зеленню і городиною.
Ринкова площа у районі сучасної вулиці Руської проходила дещо південніше. Тут, приблизно на розі сучасних вулиць Руської і Шашкевича, містилася велика масивна кам'яниця різників Івана, Василя і Петра Майків. Особливо славилося м'ясарське підприємство Івана Майки. Його вироби, особливо відомі подільські ковбаси, експортувалися за кордон — в Англію. Мали також і попит вироби м'ясників Яримовичів, Грицинів та Перчишина. Були у Тернополі спеціальні ритуальні різні для євреїв, а також відповідні крамниці. На Ринку мали склепи із залізними виробами Микола Ракуш, зі шкірою — Зенон Питляр та Володимир Роговський. На торговому плацу займалися також гуртовим продажем: тут була спеціальна крамниця-склад, де займались реалізацією збіжжя й тернопільського пива. Власниками гуртовні, як і Тернопільської пивоварні, на початку 1930-х рр. були Лейзер Кірхнер та Марек Блюменфельд.
Будівлі на ринку не мали особливої архітектурної цінності. Але з часом ринкову площу оточили гарні дво- і навіть триповерхові кам'яниці. Проте будинок Майків у Ринку був внесений у реєстр пам’яток. Будинок мав два поверхи, такої ж висоти, скоріше за все, була вся забудова ринкових кварталів та головніших вулиць. Торговий квартал всередині Ринку сформований був одноповерховими крамницями з підсіннями, оформленими аркадами.

### Друга світова війна
6 липня 1941 року до Тернополя прибув батальйон-курінь «Нахтігаль» під командою сотника Романа Шухевича. На Ринку його вітали представники українського громадянства квітами і промовами.
21 вересня 1941 року гестапівці створили гетто в районі Ринку, в межах вулиць Старошкільної, Подільської Нижчої, Медової, Шептицьких, Руської, Рейтана, площ Казімєжа і Собєського. Його огородили високим парканом з колючим дротом і двома воротами, які патрулювала українська допомогова поліція. Тернополем ходила єврейська поліція, яка стежила за своїми, що прокрадалися з гетта і виходили в місто.
24 березня 1942 року, в рамках загальної депортації євреїв з Галичини, їх почали вивозити з тернопільського гетто. В районі гетто німці наказали євреям знести ринкові будівлі, з'єднавши таким чином вул. Руську з вул. Львівською по прямій лінії.

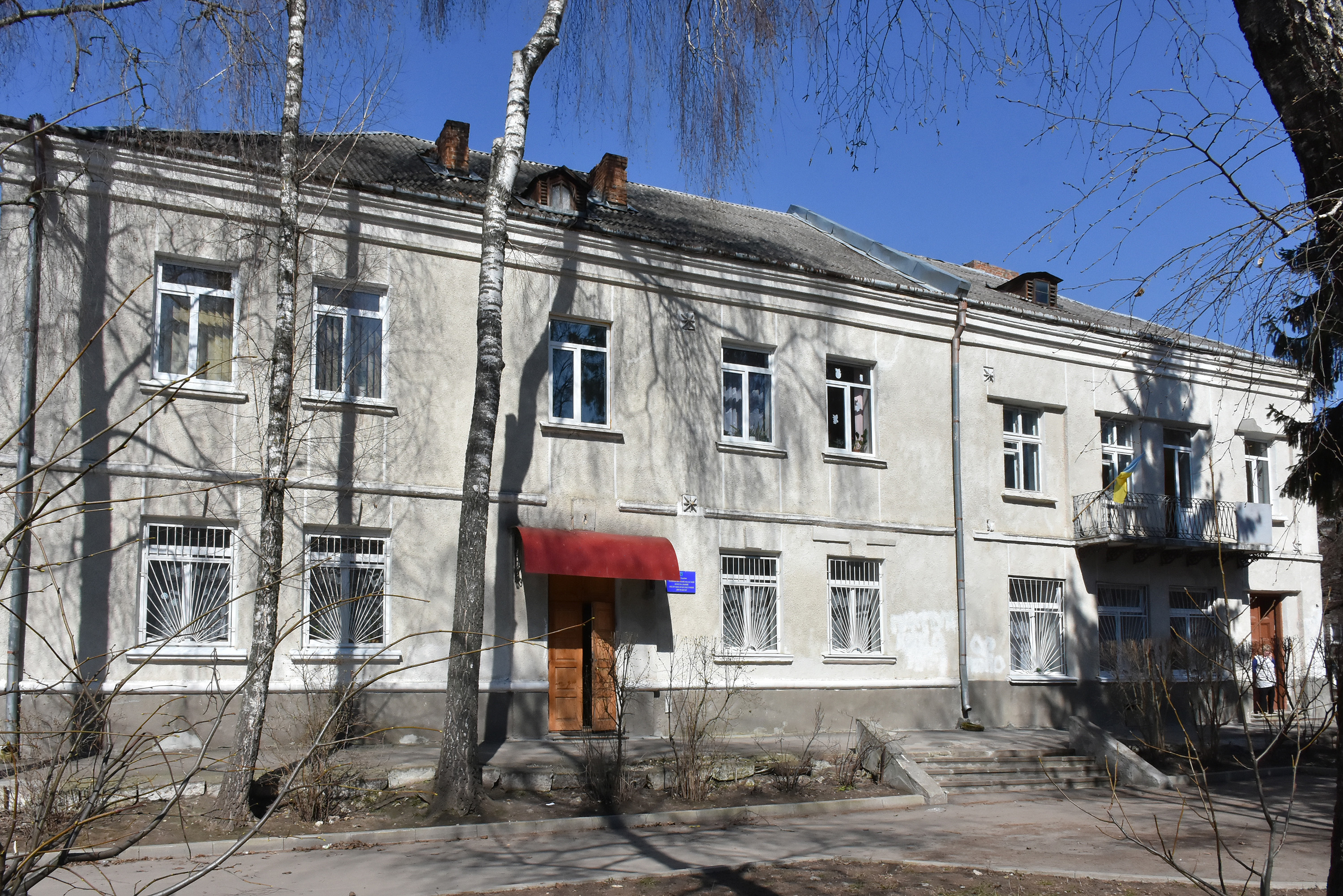
Єдина збережена ринкова кам'яниця (перебудована), колишня аптека Фрейденталя, сьогодні — фізкультурний диспансер

Під час Другої світової війни в 1944 році історичне ядро міста було зруйноване. У післявоєнні роки міський ринок працював на стародавньому місці: як і колись, тут можна було придбати їстівне, галантерею і навіть дефіцитний ситець. Тут були численні дерев'яні будки, ятки, уцілілі давні будівлі. Все це нагадувало про історію міста. Звичайно, старий Ринок, як пам'ятка історії, потребував реконстукції і реставрації. Генеральний план реконстукції міста розробляли спеціалісти Українського державного інститута проєктування міст «Діпромісто». Але, коли реконструйовували центральну частину міста, на історію не зважали. Ринок ліквідували і забудували. Про нього тепер нагадує лише назва вулиці Старий Ринок. Варто відзначити, що сучасна вулиця Старий Ринок розташовувалася поза периметром самого Ринку і в міжвоєнний період одна її частина носила назву Старошпитальна, а інша частина була вулицею Фарною.
З усіх довоєнних кам'яниць незруйнованою, хоча й перебудованою, у цій частині Тернополя є лише колишня аптека Фрейденталя — тепер фізкультурний диспансер (вул. Старий Ринок, 1А).

## Сучасність
Сьогодні на місці колишнього Ринку проходять вулиці Замкова, Руська і Шашкевича, тут розміщені житлові багатоповерхівки з комерцією на першому поверсі, а також морфологічний корпус ТНМУ.
У 2019 році в межах проєкту «Бронзовий Тернопіль» на вул. Руській біля морфологічного корпусу встановили бронзовий макет Старої синагоги та Ринку.

## Галерея

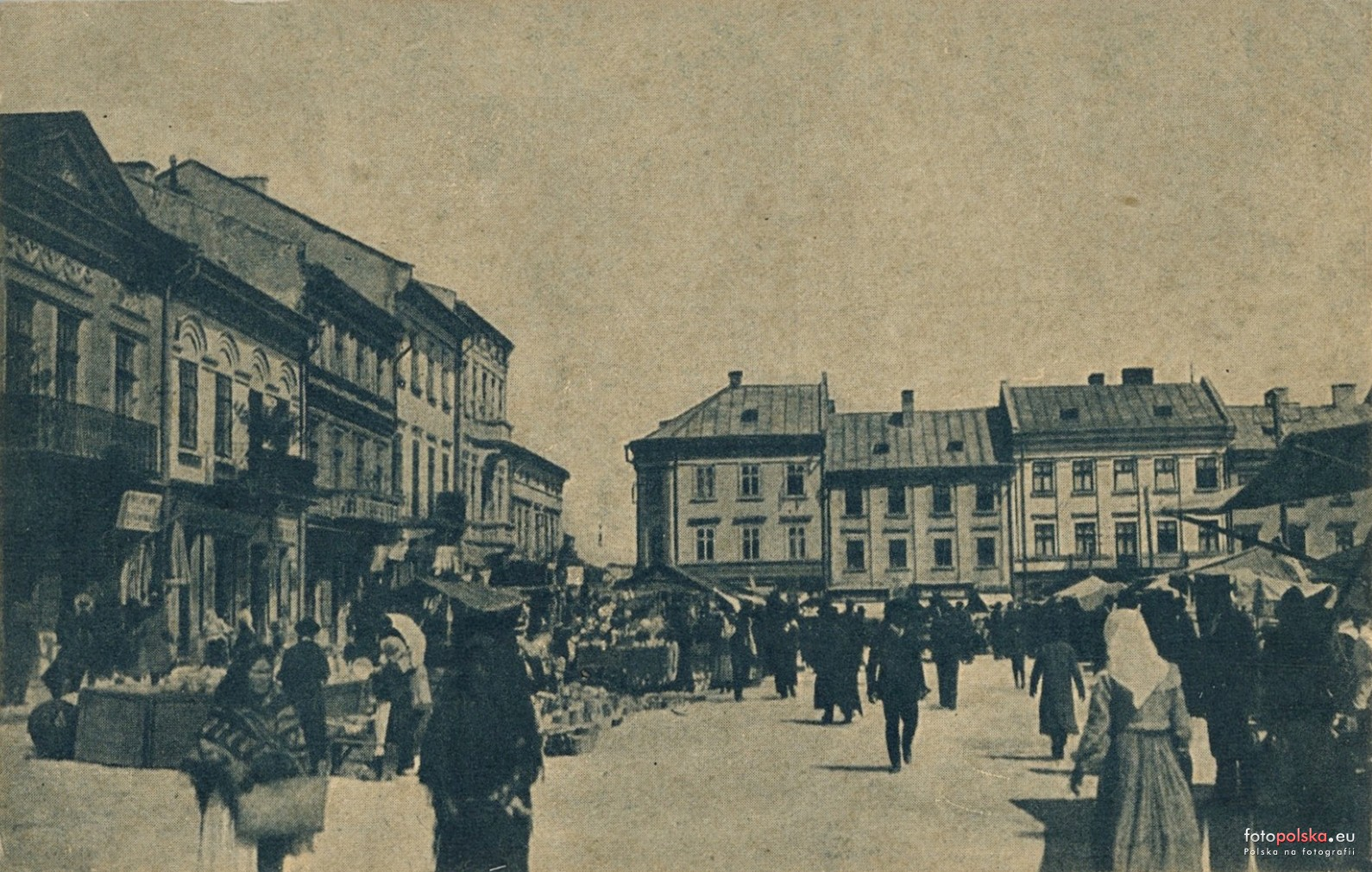
Вигляд на північно-східну сторону Ринку
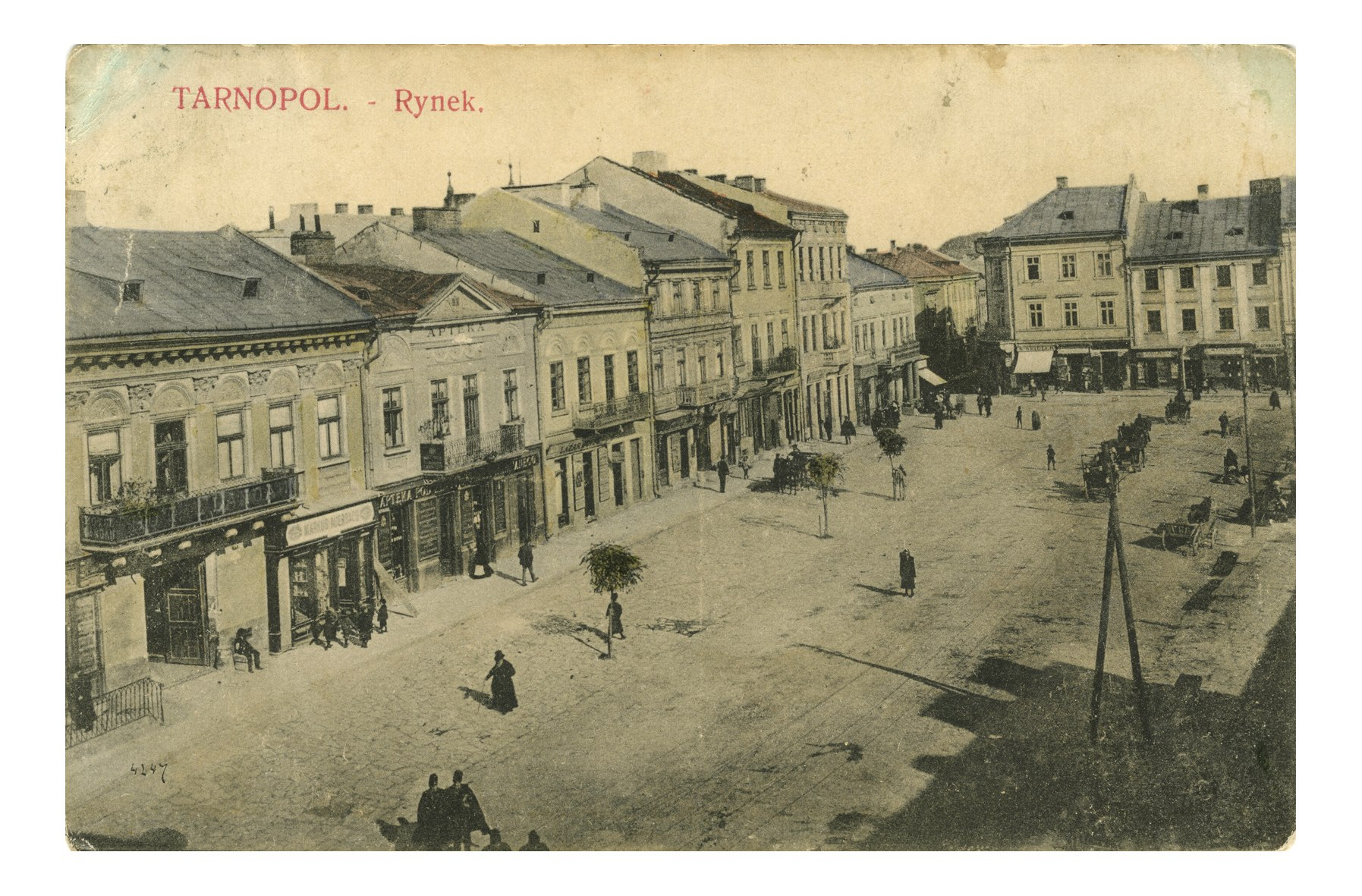
Ще один вигляд на північно-східну сторону Ринку
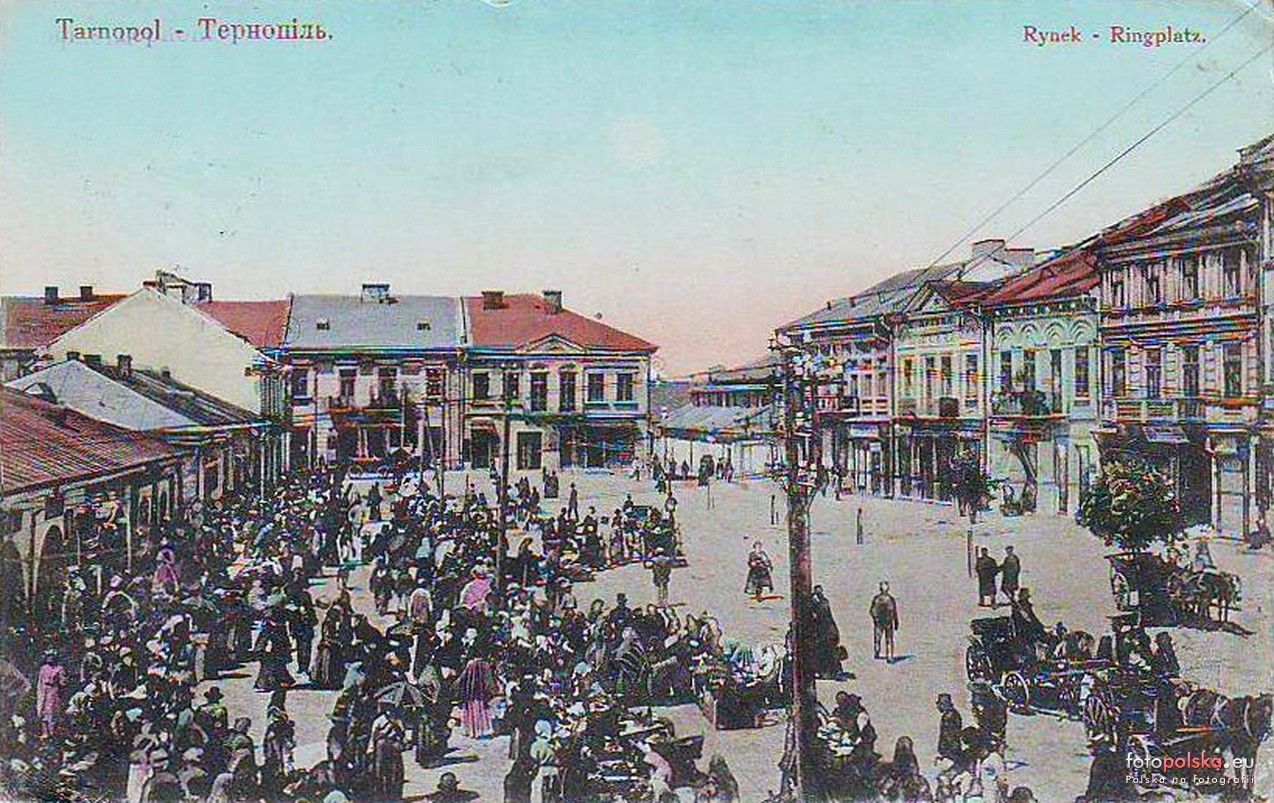
Вигляд на північно-західну сторону Ринку
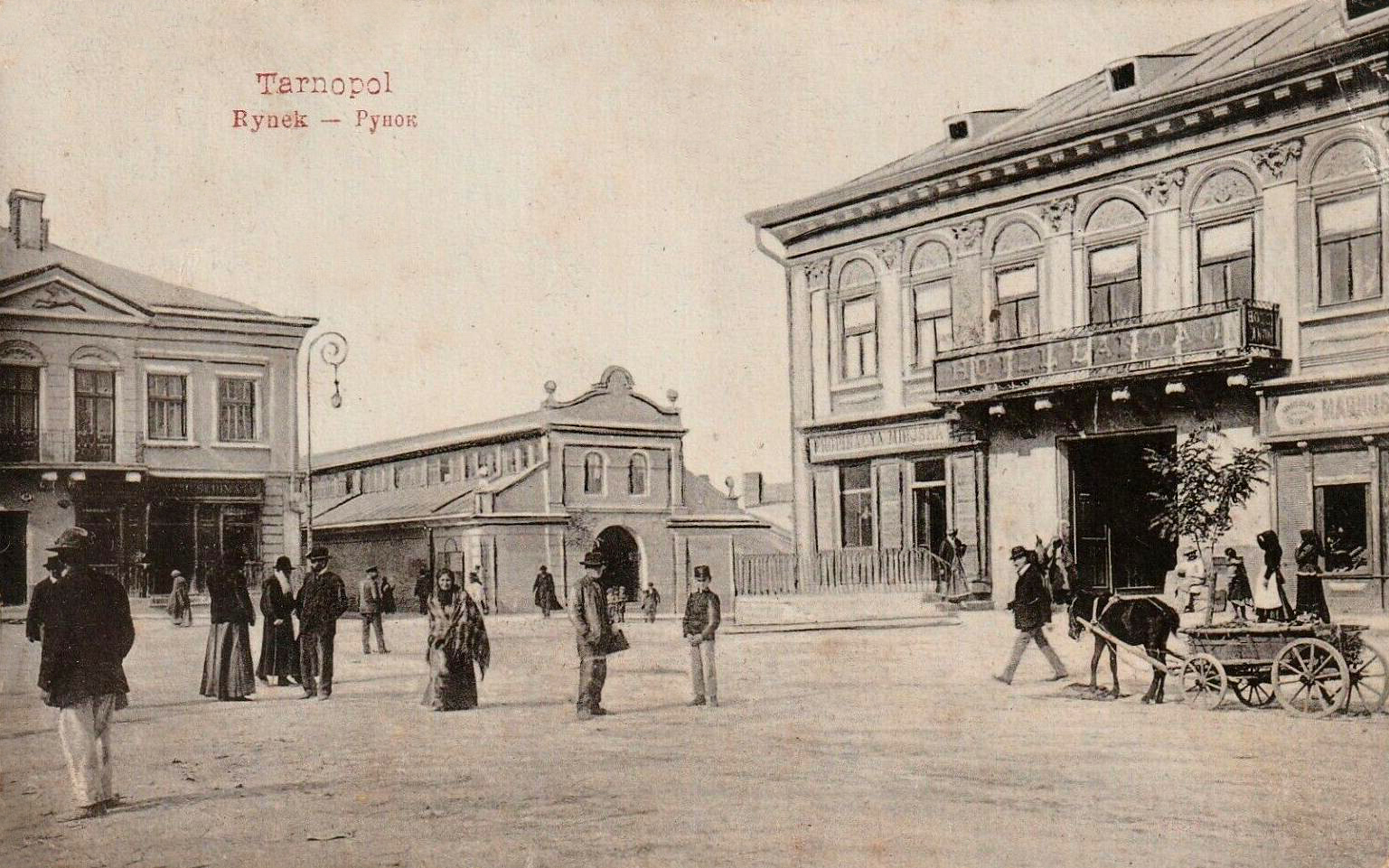
Вигляд на північно-західний кут Ринку
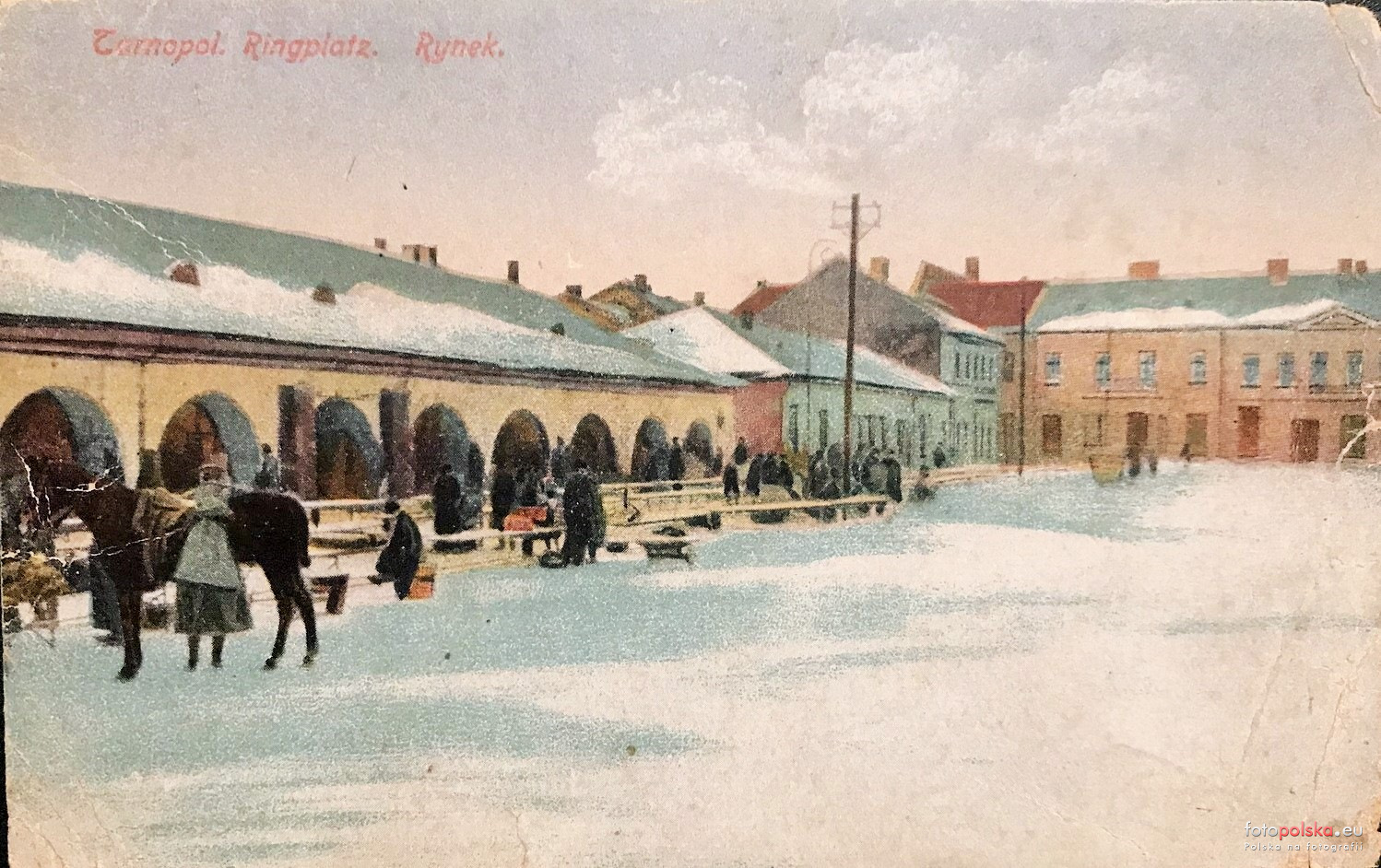
Вигляд на північно-центральну частину Ринку, на передньому плані — суконниці
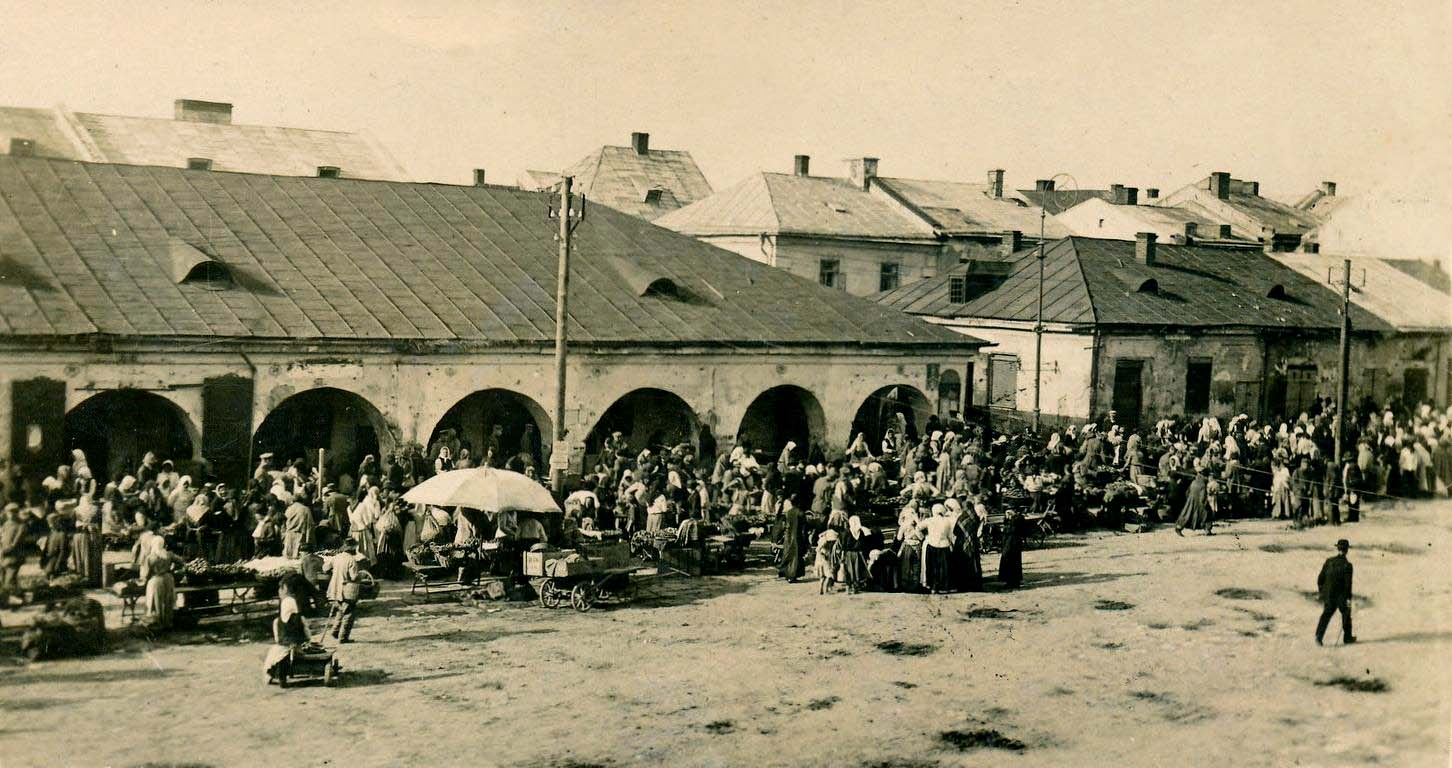
Вигляд на північно-центральну частину Ринку, на передньому плані — суконниці
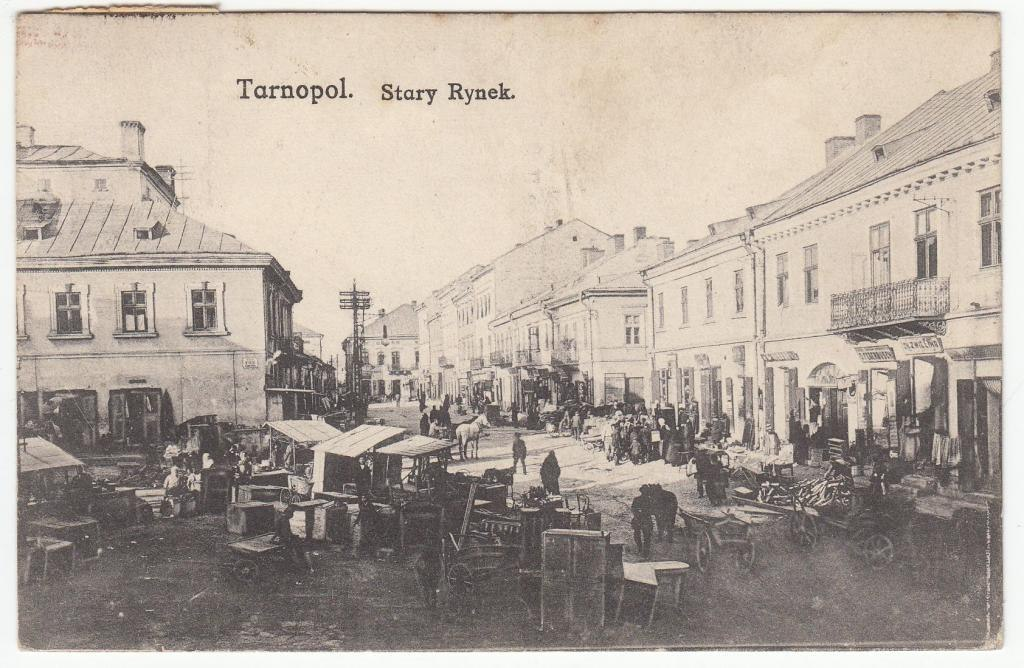
Вигляд на центральну і східну сторону з півдня Ринку
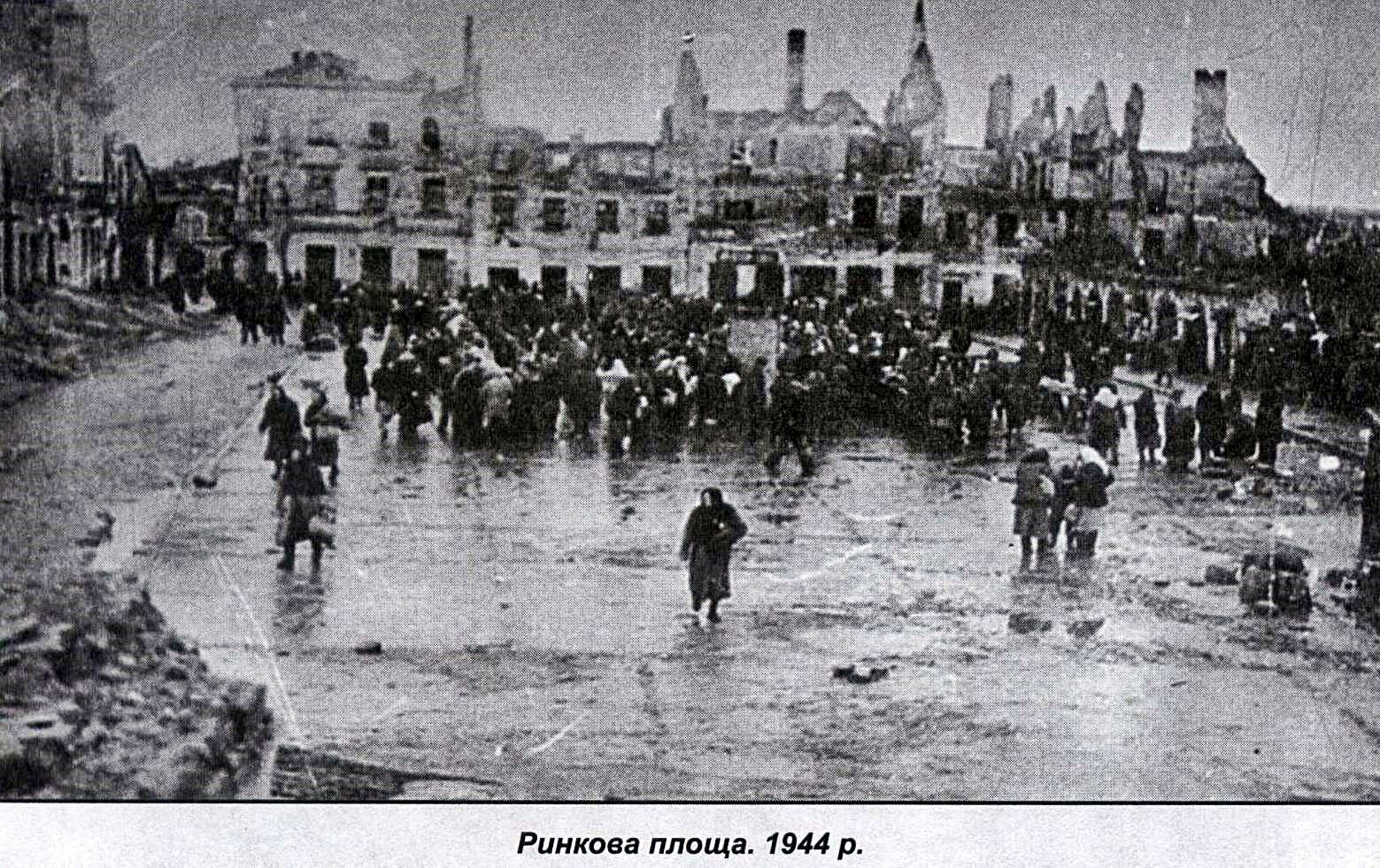
Зруйнована ринкова площа після боїв за Тернопіль у 1944 р., вигляд на північно-східну сторону
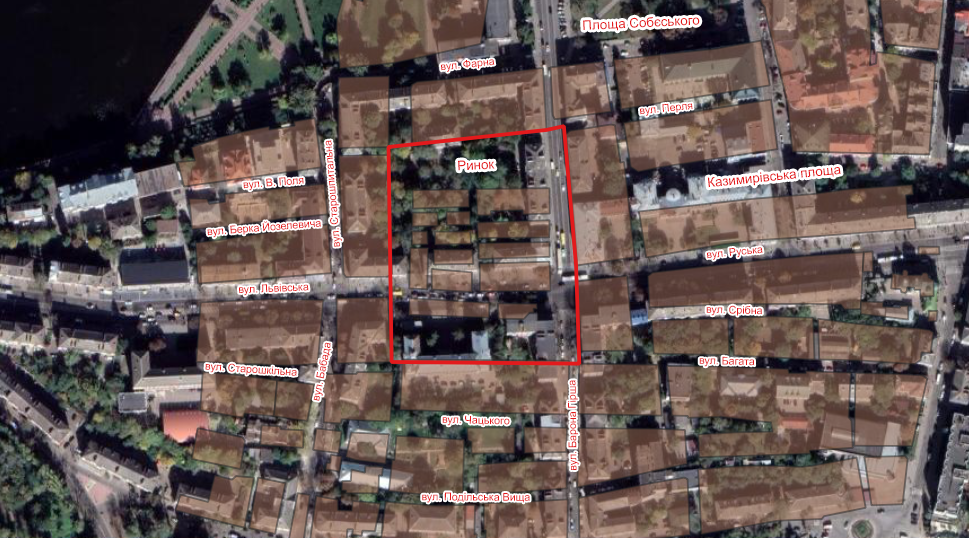
Приблизне розміщення Ринку на карті сучасного Тернополя (квартали і назви вулиць станом на 1938 рік)